# معركة رينيانو

خريطة تظهر موقع معركة رينيانو.

معركة رينيانو كانت الهزيمة الكبيرة الثانية لروجر الثاني ملك صقلية، ومثل الهزيمة الأولى في معركة نوتشرا، فإنها أيضًا كانت على يد رانولف الثاني كونت أليفي. كان الفارق الرئيسي هو موقع الجيشين المتحاربين.